# Bara sex
Bara sex è una serie televisiva svedese trasmessa su SVT Play dall'8 gennaio 2024. La prima stagione è composta da quattro episodi, mentre la seconda stagione, presentata in anteprima il 2 gennaio 2025, è composta da cinque episodi.

## Trama
La prima stagione della serie ruota attorno a Miriam, una ragazza di 16 anni che vuole perdere la verginità preferibilmente con qualcuno con cui non è costretta a iniziare una relazione sentimentale. Tuttavia, le cose non vanno proprio nel modo che aveva immaginato. La seconda stagione ruota invece attorno a Fabian e Adam e si svolge un anno dopo il campo estivo musicale.

## Episodi
| Stagione         | Episodi | Distribuzione |
| ---------------- | ------- | ------------- |
| Prima stagione   | 4       | 2024          |
| Seconda stagione | 5       | 2025          |